# Necrópolis real de Ayaa
La necrópolis real de Ayaa fue un grupo de dos hipogeos que albergaban un total de 21 sarcófagos de reyes y nobles de la ciudad de Sidón, una ciudad costera de Líbano y una prominente ciudad-estado fenicia. Los sarcófagos están realizados en varios estilos como egipcio, griego, licio y fenicio. Estos últimos realizaban varias prácticas mortuorias que incluían la inhumación y la cremación. Mientras que las fuentes escritas son parcas en sus creencias tras la muerte, las evidencias arqueológicas sugieren que creían en el más allá como la "Casa de la eternidad". Los lugares de enterramientos en la Edad de Hierro fenicia, como la necrópolis de Ayaa, estaban fuera los asentamientos.
La necrópolis de Ayaa se encontraba en la base de la colina Hlaliyeh, a una cota de 35 metros y a unos 500 metros del mar, a las afueras de Sidón. Algunos viajeros franceses y el experto bíblico Ernest Renan ya habían notado la presencia de sillares de piedra antiguos. El terreno era propiedad de Mehmed Cherif Efendi, un local de Sidón que utilizaba la zona como cantera. El descubrimiento de la necrópolis se produjo a comienzos de 1877 por uno de sus oficiales. Sin embargo, el hallazgo está acreditado al estadounidense presbiteriano William King Eddy, quien supo de él gracias a este trabajador de Efendi. Eddy hizo público el hallazgo y atrajo a la prensa y medios hacia la zona. Ayaa es la necrópolis real más célebre del período aqueménida de Sidón.
El descubrimiento de la necrópolis fue un momento crucial en la carrera de Osman Hamdi Bey, el padre fundador de la arqueología y museología otomana. Fue el motivo de la construcción de los Museos Arqueológicos de Estambul, que se conoció como el "Museo del Sarcófago". Incluso actualmente los sarcófagos de Ayaa son de las piezas esenciales del museo, el más grande de Turquía.

## Excavación
A comienzos de 1887, Mehmed Cherif Effendi, el propietario del terreno conocido como Ayaa, obtuvo permiso para explotar sus tierras como cantera. Uno de sus trabajadores descubrió una obertura y una cámara funeraria. Al caer la noche, este obrero se lo hizo saber al estadounidense prebisteriano William King Eddy, residente en Sidón. Los dos hombres descendieron con una cuerda hasta la cámara, donde Eddy descubrió que la tumba tenía una gran relevancia. Lo hizo saber a la prensa, quien le acreditó como descubridor. Eddy informó al orientalista inglés William Wright que escribió un artículo en The Times implorando al Museo Británico a inmediatamente tomar medidas para asegurar estos tesoros y prevenir que caigan en las manos del vándalo turco.
El 2 de marzo de 1887, Cherif informó al kaymakam de Sidón, Sadik Bey, sobre la cámara funeraria. Este examinó el lugar y llevó el asunto hasta el valí de Siria, Rashid Nashid Pasha, y al gobernador de Beirut, Nasshouhi Bey. Sadik Bey descubrió la entrada a otras dos cámaras funerarias a ambos lados de la primera, ambas con sarcófagos. Nashid Pacha fue informado y paralizó los trabajos debido a su naturaleza delicada hasta la llegada de Bechara Effendi, jefe ingeniero del valiato de Siria. Este llegó el 15 de marzo a Sidón y abrió un total de siete cámaras funerarias, las cuales contenían al menos un sarcófago cada una. Escribió al Ministerio de Instrucción Pública en Estambul, desde donde el sultán Abdul Hamid, encargó la tarea al nuevo director del Museo Arqueológico de Estambul, Osman Hamdi Bey, a excavar la necrópolis y transportar las piezas valiosas a Estambul. Hamdi Bey abandonó Estambul el 18 de abril acompañado por Demosthenes Baltazzi Bey, director del servicio arqueológico del valiato de Aidin, llegando a Sidón doce días más tarde. Hamdi Bey abonó a Effendi, propietario del terreno, 1500 liras otomanas a expensas del sultán.

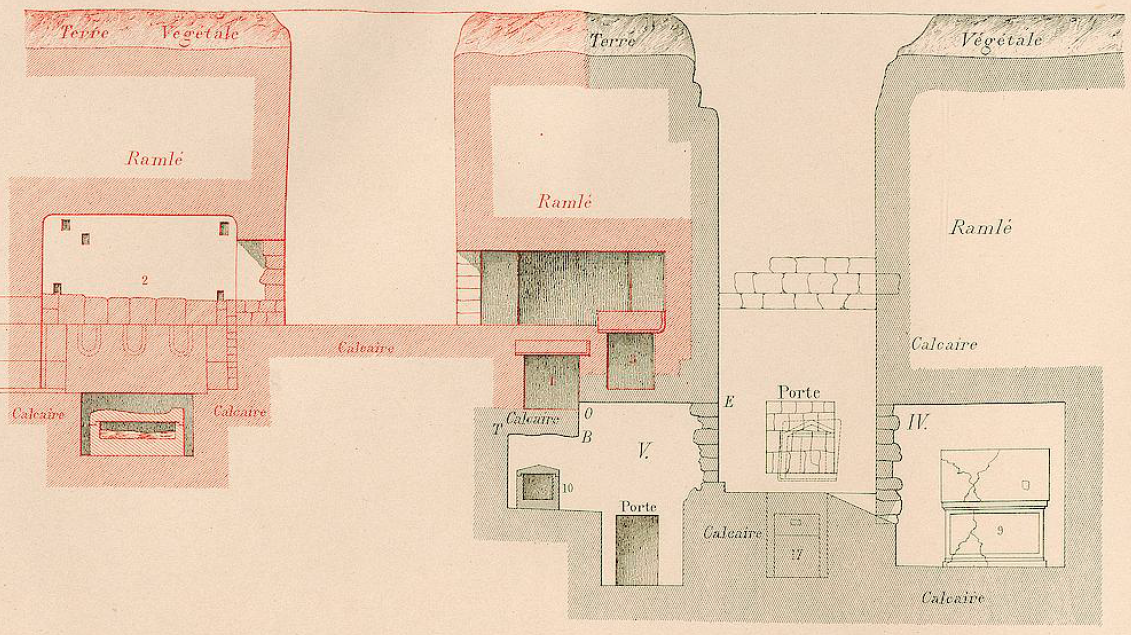
Grabado de la necrópolis

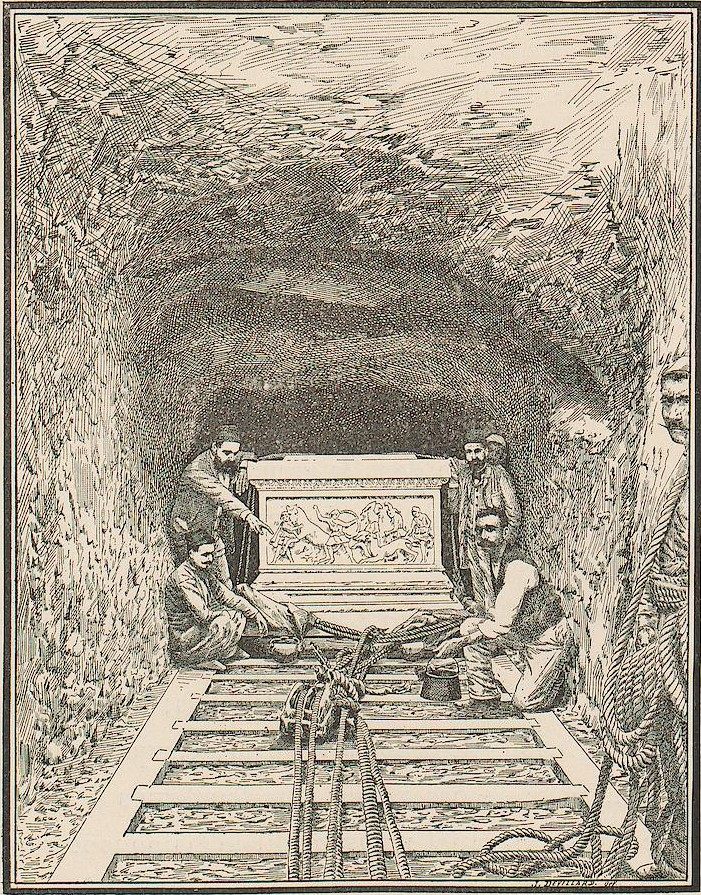
Excavación

El 1 de mayo, Hamdi Bey inició las excavaciones. Se construyó una escalera para extraer los sarcófagos a través del orificio de la superficie y una trinchera ascendente desde la gruta adyacente conocida como Bostan el-Maghara y la ampliaron hasta acceder a una de las cámaras funerarias. Cerró las salas para evitar el curioseo de locales y saqueadores, estacionó guardias en la zona y construyó vías ferroviarias para facilitar la extracción de los sarcófagos. Una vez hecho, se ubicaron en una fragata proveniente de Estambul.
Un grupo de personas viajaron desde Beirut para visitar el yacimiento y ver la colección, y uno de los sarcófagos contenía un cuerpo en buen estado de conservación flotando en un fluido. No obstante, durante el traslado, mientras Hamdi Bey estaba almorzando, los obreros volcaron el sarcófago y derramaron el fluido que, según Jessup, el secreto del maravilloso fluido de nuevo se escondió en la arena de Sidón. Además, tras caer este particular fluido fuera del sarcófago, el cadáver comenzó a descomponerse. Hamdi Bey escribió en 1892 que había guardado un pequeño frasco de fluido que aún quedaba en el fondo del sarcófago.
Todas las tumbas habían sido expoliadas en la antigüedad a excepción de la N17. Hamdi Bey creyó que los sepultureros tuvieron algo que ver.

## Creación del museo
El 17 de agosto de 1887, las autoridades otomanos anunciaron que:
Debido a la solidez y peso de las antigüedades recientemente halladas en Sidón, hace imposible su entrada y protección en el Museo Imperial, por lo que se ha decidido la construcción de un nuevo edificio.
El arquitecto francés-levantino Alexandre Vallaury, quien había estudiado en la Escuela de Bellas Artes de Hamdi Bey y había diseñado el palacio Yildiz, fue encargado para diseñar el nuevo edificio. La construcción comenzó en 1888, siendo inaugurado el 13 de junio de 1891. El catálogo del museo declaraba que se podía apreciar una evolución artística funeraria, desde el sarcófago de Tabnit que mostraba arte funerario egipcio hasta los sarcófago antropomórficos fenicios, pasando por estilos greco-romanos como el de las Plañideras o el de Alejandro Magno.

## Sarcófagos
| Cámara      | Sarcófago                        | Imagen |
| ----------- | -------------------------------- | ------ |
| I           | #1 (Sarcófago de las Plañideras) |        |
| I           | #2                               |        |
| I (beneath) | #17 (Amoashtart)                 |        |
| II          | #3                               |        |
| III         | #4                               |        |
| III         | #5                               |        |
| III         | #6                               |        |
| III         | #7 (Sarcófago de Alejandro)      |        |
| IV          | #8                               |        |
| IV          | #9 (Sarcófago licio de Sidón)    |        |
| V           | #10                              |        |
| VI          | #13                              |        |
| VI          | #14                              |        |
| VI          | #15                              |        |
| VI          | #16 (Sátrapas)                   |        |
| VII         | #11                              |        |
| VII         | #12                              |        |
| Hipogeo B   | Sarcófago de Tabnit              |        |